# Estação Nezahualcóyotl
A Estação Nezahualcóyotl é uma das estações do Metrô da Cidade do México, situada em Nezahualcóyotl, entre a Estação Impulsora e a Estação Villa de Aragón. Administrada pelo Sistema de Transporte Colectivo, faz parte da Linha B.
Foi inaugurada em 30 de novembro de 2000. Localiza-se no cruzamento da Avenida Carlos Hank González com o Boulevard Bosques de los Continentes. Atende os bairros Vergel de Guadalupe e Bosques de Aragón. A estação registrou um movimento de 8.795.582 passageiros em 2016.